# Шкала Шульгина
Шкала Шульгина (или «шкала уровней интенсивности») — это простая шкала, предназначенная для выражения субъективной оценки эффекта психоактивных веществ, принятых в определённой дозировке и в определённое время. Система была разработана в исследовательских целях американским биохимиком Александром Шульгиным и в 1986 появилась в выпуске журнала Methods and Findings in Experimental and Clinical Pharmacology в соавторстве с Анной Шульгиной и Пейтоном Джейкобом. Позже она была описана в книге Шульгина PiHKAL: A Chemical Love Story.

## PiHKAL: описание Шкалы Шульгина
- (-) или Минус. Не отмечается никакого воздействия, которое можно было бы приписать рассматриваемому препарату. Это состояние также называется «нормальным» (baseline), это моё обычное состояние. Если воздействие наркотика оценивается на минус, это означает, что мой разум и моё тело находятся в точно таком же состоянии, в котором находились перед приемом данного препарата.
- (±) или Плюс-Минус. Это значит, что я чувствую, как выхожу из обычного состояния, но еще не могу быть абсолютно уверен в том, что это объясняется именно воздействием наркотика. Здесь может проявиться немало ложных признаков, и зачастую моя реакция, которую я принял за проявление воздействия наркотика, является лишь продуктом моего воображения.
- (+) или Плюс один. Воздействие становится реальным, и я могу отслеживать его продолжительность, вместе с тем я еще не могу судить о характере эксперимента. В зависимости от наркотика среди ранних признаков воздействия могут быть тошнота, и даже сильная рвота (хотя это случается крайне редко). Могут дать знать о себе и другие формы воздействия, например, головокружение, сильная зевота, неугомонность или желание оставаться в неподвижности, но они приносят меньше беспокойства. Эти начальные физические признаки, если они вообще заявляют о себе, обычно исчезают в течение первого часа эксперимента, но их необходимо считать реальными, не мнимыми. Могут произойти и изменения психического плана, однако их нельзя назвать характерными для этой стадии. Ложные признаки здесь встречаются редко.
- (++) или Плюс два. Воздействие наркотика ощущается безошибочно, и можно проследить не только процесс этого воздействия, но и его природу. Именно на этом уровне предпринимаются первые попытки классификации, и в моих записях можно прочитать что- нибудь вроде этого: «Имеет место значительное усиление визуального эффекта и возрастание осязательной чувствительности, несмотря на легкую анестезию». (Это означает, что, хотя кончики моих пальцев могут слабее обычного реагировать на тепло, холод или боль, мое осязание определенно усиливается.) При плюс двух я сел бы за руль лишь в том случае, когда речь идет о жизни и смерти. Я все еще способен с легкостью разговаривать по телефону и полностью следить за ходом разговора, однако я бы предпочел, чтобы такая необходимость мне не грозила. Мои познавательные способности все еще не затронуты наркотиком, и в случае неожиданности я смогу без особой трудности подавлять воздействие наркотика, пока проблема не будет решена.
- (+++) или Плюс три. Этот показатель отражает максимальную интенсивность воздействия препарата. Здесь реализуется весь потенциал наркотика. На этой стадии можно полностью оценить его характер (с учетом того, что амнезия не станет одним из его проявлений), а также здесь есть возможность определить время действия препарата. Другими словами, я могу сказать, когда я чувствую сигнал тревоги по завершению перехода, как долго длится плато, то есть воздействие наркотика при полной активности, и насколько резко или плавно происходит возврат в нормальное состояние. Я осознаю природу воздействия наркотика на мое тело и сознание. Ответ на телефонный звонок уже не стоит под вопросом просто потому, что мне потребовалось бы приложить слишком много усилий для поддержания нормального голоса и привычного хода беседы. Я смог бы контролировать себя в случае крайней необходимости, но подавление наркотического воздействия потребует полной концентрации.
- (++++) или плюс четыре. Это — отдельный и очень специфический уровень, он стоит особняком. Четыре плюса вовсе не означают, что это состояние превышает плюс три или сопоставимо с ним. Это умиротворенное и волшебное состояние, по большей части независимое от самого наркотика, если оно вообще вызвано наркотическим воздействием. Его можно назвать «пиковым опытом», если воспользоваться терминологией психиатра Эйба Маслоу. Такое состояние не возникает по желанию путем простого повторения эксперимента. Плюс четыре — это своеобразный мистический или даже религиозный опыт, который невозможно забыть. Чаще всего он вызывает серьезные изменения в жизни человека, которому посчастливилось пережить это состояние.— Александр Шульгин, PiHKAL, стр. 963–965

## Использование
Рейтинг Шульгина обычно состоит из четырёх частей: употреблённое вещество, дозировка, содержательное повествование и рейтинг по самой шкале. Вещество должно быть чётко идентифицировано, желательно с использованием номенклатуры химических соединений; "уличные" названия недопустимы. Количество вещества должно быть точно определено, так как эффекты разнятся в зависимости от дозировки. Рейтинг представляет собой сравнительную оценку интенсивности опыта, то есть силы проявления аудиальных, визуальных, эмоциональных, ментальных, физических и прочих сенсорных эффектов. Повествование может содержать различные оценки Шульгина, отмечающие время достижения тех или иных уровней, например:

(с 22 мг) Медленное начало. На достижение уровня +++ ушло 4 часа. Перед глазами — очень яркие фантастические образы, но граница между "реальностью" и вымыслом всё же не стёрлась окончательно. Какие-то желто-серые узоры а-ля псилоцибин. На четвёртом часу появилась острая диарея, другие физические проблемы отсутствуют. Довольно мило. Хороший материал для неопределённого числа возможных опытов в будущем. Можно исследовать себя достаточно долгое время. В следующий раз лучше пробовать с 20 миллиграммами.— PiHKAL, страница 560, о веществе 2C-T-2